# Xyrichtys
Xyrichtys è un genere di pesci ossei marini appartenenti alla famiglia Labridae.

## Distribuzione e habitat
Questo genere è presente nelle aree tropicali e subtropicali di tutti gli oceani. Alcune specie sono endemiche di isole o arcipelaghi isolati nell'oceano come Hawaii, Isola di Sant'Elena o Isola di Pasqua. Nel Mar Mediterraneo è comune la specie X. novacula.
Sono pesci tipici di fondi sabbiosi ed acque basse. Molte specie vivono nei pressi delle barriere coralline.

## Tassonomia
In questo genere sono riconosciute 11 specie
- Xyrichtys blanchardi
- Xyrichtys incandescens
- Xyrichtys javanicus
- Xyrichtys martinicensis
- Xyrichtys mundiceps
- Xyrichtys novacula
- Xyrichtys rajagopalani
- Xyrichtys sanctaehelenae
- Xyrichtys splendens
- Xyrichtys victori
- Xyrichtys wellingtoni